# Shaanxi KJ-200
Lo Shaanxi KJ-200 è un aereo AEW&C di costruzione cinese.
Il componente chiave di questo aereo è un sistema radar AESA, visivamente simile al sistema Saab Erieye, montato su puntoni sopra la fusoliera posteriore, nonché con sensori in cupole ventrali. Questo aereo è basato sullo Shaanxi Y-8F-600 ed è stato dotato di turboeliche Pratt & Whitney Canada PW150B ed avionica Honeywell. Il progettista del KJ-200 è Ouyang Shaoxiu (欧阳绍修), lo stesso progettista dello Y-8. Secondo Ouyang il KJ-200 è stato notevolmente modificato (circa l'80%) rispetto all'originale Y-8, compresa l'adozione di un cockpit digitale.

## Operatività
Il progetto ha subito una grave battuta d'arresto nel 2006, quando un KJ-200 si è schiantato contro una montagna nella regione del Guangde, mentre veniva testato.
Durante la parata militare  del 1 ottobre 2009 un KJ-200 ha preso il ruolo di aereo di testa.

## Utilizzatori
Cina
- Zhongguo Renmin Jiefangjun Kongjun

7 esemplari consegnati, e tutti in servizio al maggio 2018.
- Zhōngguó Rénmín Jiěfàngjūn Hǎijūn Hángkōngbīng